# Club Cipolletti
Club Cipolletti – argentyński klub piłkarski z siedzibą w mieście Cipolletti w prowincji Río Negro.

## Osiągnięcia
- Udział w pierwszej lidze Nacional: 1973, 1975, 1977, 1979, 1980, 1985,

## Historia
Klub założony został 15 października 1926 roku i gra obecnie w czwartej lidze argentyńskiej Torneo Argentino B.